# 1960. évi téli olimpiai játékok
Az 1960. évi téli olimpiai játékok, hivatalos nevén a VIII. téli olimpiai játékok egy több sportot magába foglaló nemzetközi sportesemény volt, melyet 1960. február 18. és február 28. között rendeztek meg Squaw Valley-ben (Kalifornia állam, Egyesült Államok).

## Fontosabb események
- Ezen az olimpián nem rendeztek bobversenyeket.
- Először rendeztek női gyorskorcsolyát, rögtön négy versenyszámban (500, 1000, 1500, 3000 méteren).
- Új férfi számként a sílövészet (biatlon) mutatkozott be, 20 kilométeres távon.
- A jégkorongtornát ezúttal az Egyesült Államok nyerte Kanada és a Szovjetunió előtt.
- Gyorskorcsolyában Jevgenyij Grisin és Ligyija Szkoblikova két-két aranyérmet nyert.

## Versenyszámok
| Sportág / Szakág  | Versenyszámok száma | Versenyszámok száma | Versenyszámok száma | Versenyszámok száma |
| Sportág / Szakág  | Férfi               | Női                 | Vegyes              | Összes              |
| ----------------- | ------------------- | ------------------- | ------------------- | ------------------- |
| Alpesisí          | 3                   | 3                   | 0                   | 6                   |
| Biatlon           | 1                   | 0                   | 0                   | 1                   |
| Északi összetett  | 1                   | 0                   | 0                   | 1                   |
| Gyorskorcsolyázás | 4                   | 4                   | 0                   | 8                   |
| Jégkorong         | 1                   | 0                   | 0                   | 1                   |
| Műkorcsolya       | 1                   | 1                   | 1                   | 3                   |
| Sífutás           | 4                   | 2                   | 0                   | 6                   |
| Síugrás           | 1                   | 0                   | 0                   | 1                   |
| Összesen          | 16                  | 10                  | 1                   | 27                  |

## Éremtáblázat
| Az 1960. évi téli olimpiai játékok éremtáblázatának első tíz helyezettje | Az 1960. évi téli olimpiai játékok éremtáblázatának első tíz helyezettje | Az 1960. évi téli olimpiai játékok éremtáblázatának első tíz helyezettje | Az 1960. évi téli olimpiai játékok éremtáblázatának első tíz helyezettje | Az 1960. évi téli olimpiai játékok éremtáblázatának első tíz helyezettje | Olimpia  |
| ------------------------------------------------------------------------ | ------------------------------------------------------------------------ | ------------------------------------------------------------------------ | ------------------------------------------------------------------------ | ------------------------------------------------------------------------ | -------- |
|                                                                          | Ország                                                                   | Arany                                                                    | Ezüst                                                                    | Bronz                                                                    | Összesen |
| 1.                                                                       | Szovjetunió (URS)                                                        | 7                                                                        | 5                                                                        | 9                                                                        | 21       |
| 2.                                                                       | Egyesült Német Csapat (EUA)                                              | 4                                                                        | 3                                                                        | 1                                                                        | 8        |
| 3.                                                                       | Egyesült Államok (USA)                                                   | 3                                                                        | 4                                                                        | 3                                                                        | 10       |
| 4.                                                                       | Norvégia (NOR)                                                           | 3                                                                        | 3                                                                        | 0                                                                        | 6        |
| 5.                                                                       | Svédország (SWE)                                                         | 3                                                                        | 2                                                                        | 2                                                                        | 7        |
| 6.                                                                       | Finnország (FIN)                                                         | 2                                                                        | 3                                                                        | 3                                                                        | 8        |
| 7.                                                                       | Kanada (CAN)                                                             | 2                                                                        | 1                                                                        | 1                                                                        | 4        |
| 8.                                                                       | Svájc (SUI)                                                              | 2                                                                        | 0                                                                        | 0                                                                        | 2        |
| 9.                                                                       | Ausztria (AUT)                                                           | 1                                                                        | 2                                                                        | 3                                                                        | 6        |
| 10.                                                                      | Franciaország (FRA)                                                      | 1                                                                        | 0                                                                        | 2                                                                        | 3        |

## Részt vevő nemzeti olimpiai bizottságok
- Egyesült Államok (USA) (79 – 61 férfi, 18 nő)
- Argentína (ARG) (6 – 5 férfi, 1 nő)
- Ausztrália (AUS) (30 – 26 férfi, 4 nő)
- Ausztria (AUT) (26 – 17 férfi, 9 nő)
- Bulgária (BUL) (7 – 4 férfi, 3 nő)
- Csehszlovákia (TCH) (21 – 20 férfi, 1 nő)
- Chile (CHI) (5 – 5 férfi)
- Dánia (DEN) (1 – 1 férfi)
- Dél-afrikai Unió (RSA) (4 – 1 férfi, 3 nő)
- Dél-Korea (KOR) (7 – 5 férfi, 2 nő)
- Finnország (FIN) (48 – 42 férfi, 6 nő)
- Franciaország (FRA) (26 – 18 férfi, 8 nő)
- Hollandia (NED) (7 – 5 férfi, 2 nő)
- Izland (ISL) (4 – 4 férfi)
- Japán (JPN) (41 – 36 férfi, 5 nő)
- Kanada (CAN) (44 – 34 férfi, 10 nő)
- Lengyelország (POL) (13 – 7 férfi, 6 nő)
- Libanon (LIB) (2 – 2 férfi)
- Liechtenstein (LIE) (3 – 3 férfi)
- Magyarország (HUN) (3 – 2 férfi, 1 nő)
- Nagy-Britannia (GBR) (17 – 11 férfi, 6 nő)
- Egyesült Német Csapat (EUA) (74 – 56 férfi, 18 nő)
- Norvégia (NOR) (29 – 25 férfi, 4 nő)
- Olaszország (ITA) (28 – 21 férfi, 7 nő)
- Spanyolország (ESP) (4 – 3 férfi, 1 nő)
- Svájc (SUI) (21 – 14 férfi, 7 nő)
- Svédország (SWE) (47 – 41 férfi, 6 nő)
- Szovjetunió (URS) (62 – 48 férfi, 14 nő)
- Törökország (TUR) (2 – 2 férfi)
- Új-Zéland (NZL) (4 – 2 férfi, 2 nő)